# Sigismund Kasimir Wasa

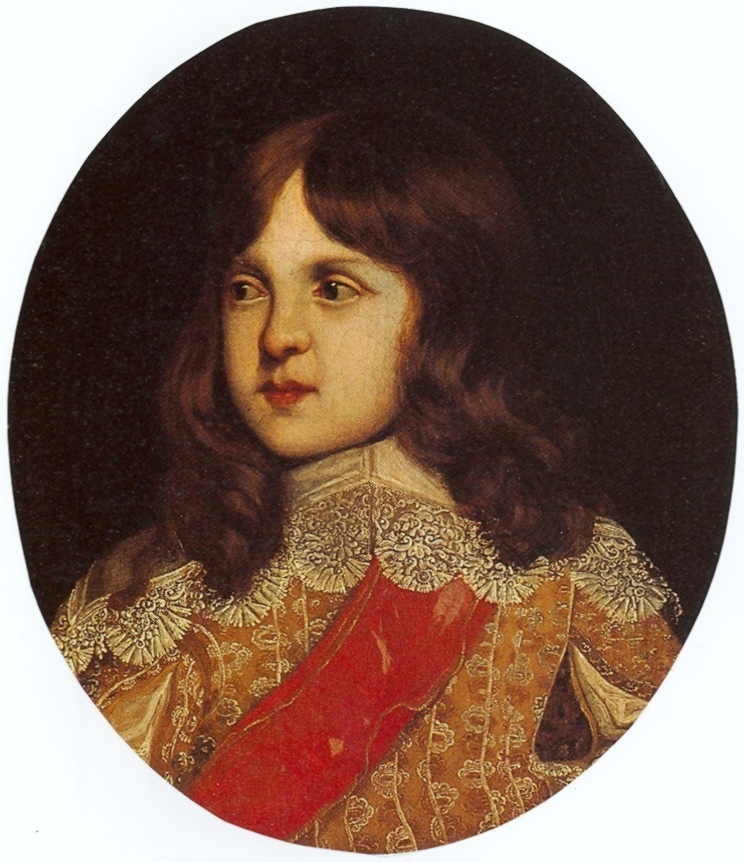
Portrait von Peter Danckerts de Rij um 1647

Sigismund Kasimir Wasa (polnisch Zygmunt Kazimierz Waza; * 1. April 1640 in Warschau, Polen-Litauen ; † 9. August 1647, ebenda) war Prinz von Polen-Litauen und Schweden, Sohn von Ladislaus IV. Wasa und Cäcilia Renata Habsburg. 

## Leben
Er war der einzige Sohn des Königspaares und älterer Bruder der Prinzessin Anna Maria Isabella Wasa. Seine Vornamen erhielt er nach seinem Großvater Sigismund III. Wasa und seinem Onkel Johann II. Kasimir. Er galt seit seiner Geburt als Thronanwärter. 1647 erkrankte er jedoch plötzlich und starb nach fünf Tagen. Der König verkraftete den Tod seines einzigen Sohnes nicht und starb selbst im folgenden Jahr. Sigismund Kasimir Wasa wurde nach seinem frühen Tod in der Krypta unterhalb der Wasa-Kapelle der Wawel-Kathedrale in Krakau beigesetzt.